# Ilha Beaufort

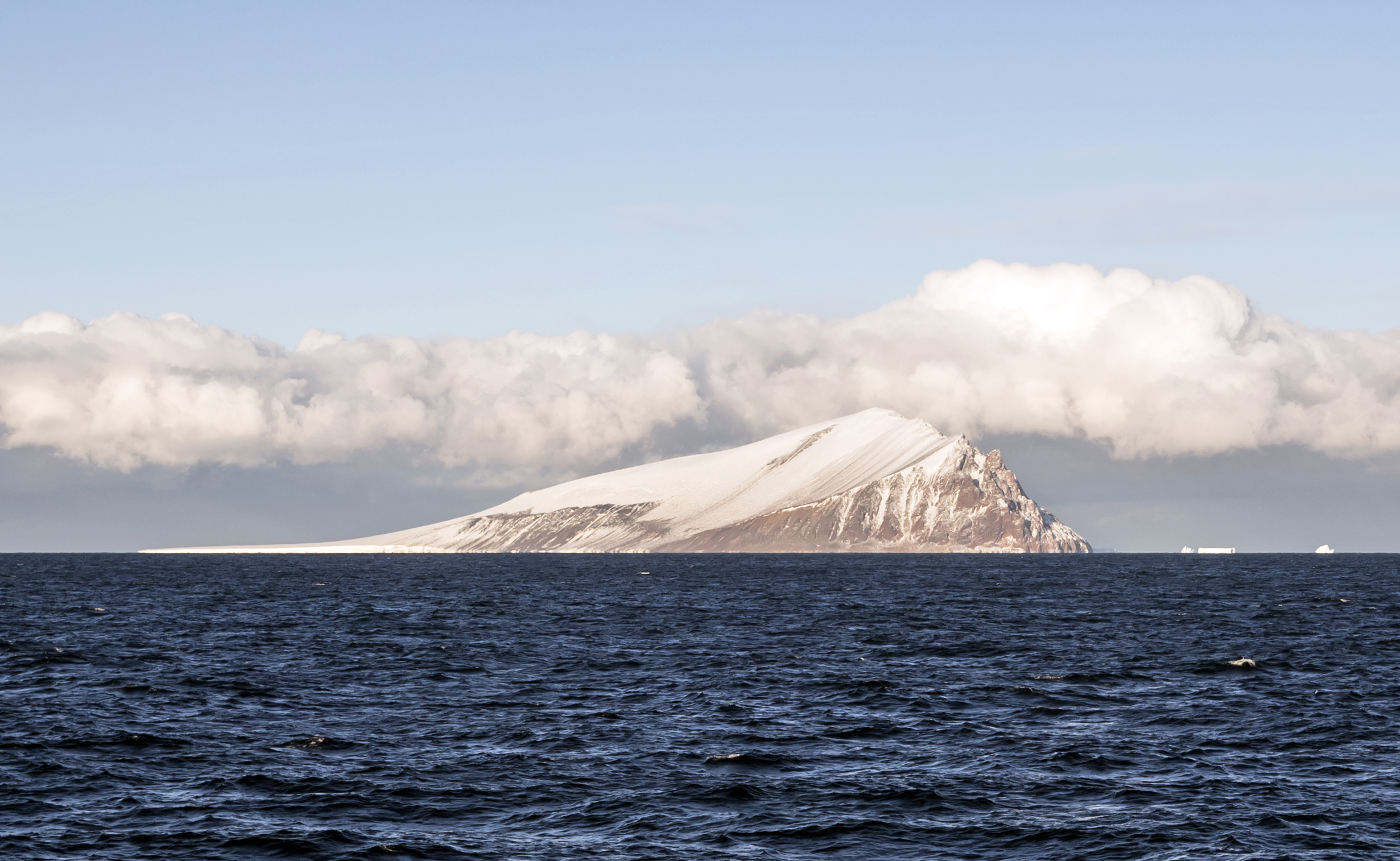
Um iceberg e a Ilha Beaufort ao fundo.

A ilha Beaufort é uma ilha no mar de Ross, na Antártida, que fica no extremo norte do arquipélago de Ross, a 21 km ao norte do cabo Bird, na Ilha de Ross. Ela possui, aproximadamente, 18,4 km² (4,1 milhas quadradas) em área. Ele foi mapeado pela primeira vez em 1841, por James Clark Ross. Ross nomeou a ilha em homenagem a Sir Francis Beaufort, um geógrafo da Marinha Real Britânica.

## Geografia
Beaufort foi criada pela atividade vulcânica e está compreendida de basalto. Ele possui uma forma semicircular. O ponto mais elevado na ilha é o Pico Paton, com 771 m de altitude. A ilha tem variados solos e habitats. Bastante do lado ocidental da ilha é coberto, moderadamente, por terras de gelo inclinadas com penhascos de gelo com mais de 20 metros (66 pés) de altura na costa. Os lados orientais e meridionais da ilha estão, principalmente, livres de gelo, com abismos inacessíveis e penhascos que se elevam verticalmente do mar. O solo sem gelo possui uma pequena inclinação e tem bacias no verão e pequenas correntes de água derretida que escoam em direção à costa da ilha.

## Ecologia
Beaufort é designada uma Área Especialmente Protegida da Antártida em mandato para preservar seu sistema ecológico natural e para proteger sua variedade e numerosas espécies de pássaros. A ilha é isolada, de difícil acesso e é visitada raramente por pessoas. A ilha é, enormemente, impassível da atividade direta da ação humana, ela tem sido uma das poucas oportunidades para a introdução de espécies exóticas do que outras localizações no Mar de Ross. Entretanto, alguns estudos têm sido conduzidos na ilha.
Há uma pequena colônia de reprodução de pinguim-imperadores no litoral do gélido mar ao fim do norte da ilha. Há uma grande colônia de pinguim-adélie numa elevação da praia, chamada Cadwalader Beach, no sudoeste da ilha. A ilha também possui inúmeras colônias de reprodução de skua-do-polo-sul.
A ilha tem uma extensiva área de vegetação, numa altura de 5-7 metros sobre a praia, no norte da ilha. A faixa de vegetação possui mais de 50 m  de largura. A vegetação é dominada pelas espécies de musgo Bryum argenteum. Ela é a mais extensiva e contínua área de musgos conhecida da região do Estreito de McMurdo. Há também uma diversa comunidade de algas. Essa localização é uma das mais meridionais onde as algas vermelhas da neve (Chlamydomonas sp., Chloromonas sp., e Chlamydomonas nivalis) são encontradas. Essa localização é favorável ao crescimento da vegetação por causa das altas temperaturas no verão. O aspecto dos ventos setentrionais e as coberturas providas pelos altos penhascos de gelo protegem contra os ventos meridionais. A água fornecida dos abismos de gelo e dos bancos de neve.